# آرگوس صدچشم
آرگوس صدچشم (به یونانی: Ἄργος Πανόπτης، به انگلیسی: Argus Panoptes)، در اسطوره‌های یونان، از قهرمانان یونانی بود که چشمان بسیاری در بدن داشت.
او را آرگوس مشاهده‌گر می‌گفتند به دلیل آن‌که چشمان فراوانی داشت. در بسیاری از داستان‌ها و نقاشی‌ها ۱۰۰ چشم برای او ذکر کرده‌اند که در سراسر بدن او قرار داشتند. این خاصیت، آرگوس را به یک نگهبان آرمانی مبدل کرده بود و هرا، همسر زئوس، او را برای نگهبانی زئوس و معشوقه‌اش یو، گماشته بود. اما زئوس به هرمس، پیغامبر خدایان، دستور داد تا یو را برباید. هرمس خود را به شکل چوپانی درآورد و با حکایتهای طولانی و آوای نی خود، آرگوس را به خواب برد و یو را دزدید. در بعضی از داستان‌ها، آرگوس در آخر به دست هرمس کشته می‌شود.